# 원향
역사언어학에서 원향(原鄕, 독일어: Urheimat, 영어: homeland)은 재구되거나 알려진 조어(祖語)가 사용된 것으로 상정되는 지역이다. 이외에 고지(故地), 고향(故鄕) 등으로도 불린다.
연구의 특성상 많은 분야의 총체적 연구가 필요하며 많은 불확실성을 내포하는 경우가 많다.

## 실례
예를 들어 인도유럽어족의 조어인 인도유럽조어의 원향에 대해서는 4000년 전의 폰토스-카스피 스텝 지역을 상정하는 스텝설, 8000년 전의 아나톨리아 지역을 상정하는 아나톨리아설, 캅카스 산맥 남부를 상정하는 아르메니아설 등이 있다.
오스트로네시아어족의 언어들은 오세아니아 전체에 널리 퍼져있으나 타이완섬을 원향으로 하는 것으로 추정된다. 실제로 타이완섬의 오스트로네시아어들은 그 넓이에 비해 세부적인 언어분류를 보인다.
소위 알타이 제어의 언어들은 대부분 중앙아시아 지역을 원향으로 하는 것으로 생각되며 따라서 유전적 관계가 없더라도 영향을 주고받았을 가능성을 상정하는 학자들이 있다.

## 같이 보기
- 조어 (언어학)
- 언어계통론